# Hysterothylacium reliquens
Hysterothylacium reliquens is een rondwormensoort uit de familie van de Anisakidae. De wetenschappelijke naam van de soort is voor het eerst geldig gepubliceerd in 1975 door Norris & Overstreet.